# Enric Gallego i Puigsech
Enric Gallego i Puigsech   (Barcelona, 12 de setembre de 1986) és un futbolista català que juga com a davanter centre al CD Tenerife.

## Carrera esportiva
Del barri del Bon Pastor de Sant Andreu, es formà a la Unió Esportiva Bon Pastor. Més tard va passar per l'infantil de la UDA Gramenet, el cadet del CF Badalona i novament a la UE Bon Pastor, amb el qual ascendí al primer equip.
Rodamón del futbol català, fou jugador de l'Alzamora CF, CE Premià, el RCD Espanyol B a Segona Divisió B i la UE Cornellà, amb el qual marcà cinc gols en un partit a Tercera Divisió enfront del FC Ascó el 31 d'octubre de 2010.
El 2013 fitxà pel CF Badalona, i a continuació a la UE Olot, i novament al Cornellà. el 2 de gener del 2018 fou fitxat pel l'Extremadura UD, club amb el qual debutà a Segona Divisió. Després de mitja temporada a Segona, on era el màxim golejador de la categoria, el 16 de gener de 2019 fou fitxat per la SD Huesca, de Primera Divisió, després de pagar una clàusula de 2 milions €. El dia 1 de febrer de 2019 marcà el seu primer gol a Primera, en la victòria 4-0 davant el Real Valladolid. El 8 de juliol de 2019 el va fitxar el Getafe CF, però al gener de 2020, el club el va cedir al CA Osasuna, també de Primera. L'agost de 2021 va fitxar pel CD Tenerife de la Segona Divisió.